# Jana Mojová
Jana Mojová es una deportista checa que compitió en tenis de mesa adaptado. Ganó una medalla de plata en los Juegos Paralímpicos de Sídney 2000 en la prueba de equipo (clase 6-10).

## Palmarés internacional
| Juegos Paralímpicos | Juegos Paralímpicos | Juegos Paralímpicos | Juegos Paralímpicos |
| Año                 | Lugar               | Medalla             | Prueba              |
| ------------------- | ------------------- | ------------------- | ------------------- |
| 2000                | Sídney (Australia)  | Medalla de plata    | Equipo 6-10         |